# Westmoreland (Kansas)
Westmoreland város az USA Kansas államában. Lakosainak száma 740 fő (2020. április 1.).

## Népesség
A település népességének változása:

| 2010 | 778 |
| 2020 | 740 |